# Mercedes Cup 1984
Il Mercedes Cup 1984 è stato un torneo di tennis giocato sulla terra rossa. È stata la 7ª edizione del Mercedes Cup, che fa parte del Volvo Grand Prix 1984. Si è giocato a Stoccarda in Germania, dal 16 al 22 luglio 1984.

## Campioni

### Singolare
Henri Leconte ha battuto in finale  Gene Mayer con il punteggio di 7–6, 6–0, 1–6, 6–1

### Doppio
Sandy Mayer /  Andreas Maurer hanno battuto in finale  Fritz Buehning /  Ferdi Taygan con il punteggio di 7–6, 6–4